# Calotmul
Calotmul är en kommun i Mexiko.   Den ligger i delstaten Yucatán, i den östra delen av landet, 1 200 km öster om huvudstaden Mexico City. Antalet invånare är 4 095. Arean är 362 kvadratkilometer.
Terrängen i Calotmul är mycket platt.
Följande samhällen finns i Calotmul:
- Tahcabo